# Ophiusa discalis
Ophiusa discalis är en fjärilsart som beskrevs av Moore 1885. Ophiusa discalis ingår i släktet Ophiusa och familjen nattflyn. Inga underarter finns listade i Catalogue of Life.